# بوونیه (استان اشوی‌داشکسیه)
بوونیه (به لهستانی: Błonie) یک منطقهٔ مسکونی در لهستان است که در گمینا کوپژونگتسا واقع شده‌است. بوونیه ۳۴۶ نفر جمعیت دارد.